# Un'altra estate (Diodato)
Un'altra estate è un singolo del cantautore italiano Diodato, pubblicato il 22 maggio 2020 come unico estratto dalla riedizione del quarto album in studio Che vita meravigliosa.

## Descrizione
Diodato ha scritto la canzone nella sua casa a Milano, durante la pandemia di COVID-19. La canzone è stata registrata e prodotta con musicisti collegati a distanza tramite strumenti tecnologici.

## Video musicale
Il video, diretto da Priscilla Santinelli, è stato pubblicato il 30 giugno 2020 attraverso il canale YouTube del cantante. Girato nel Parco dell'Uccellina in Toscana, esso mostra il cantautore che cammina su una spiaggia deserta e si dirige verso il mare.

## Tracce
1. Un'altra estate – 3:16

## Successo commerciale
Pur non essendo mai entrato nelle prime 100 posizioni della Top Singoli italiana, Un'altra estate ha trascorso varie settimane nella classifica radiofonica stilata da EarOne, risultando l'83º brano più trasmesso dalle radio nel 2020.